# Dorothy Lawrence
Dorothy Lawrence (Hendon, 4 ottobre 1896 – Londra, 29 agosto 1964) è stata una giornalista britannica, nota per essersi travestita da uomo per fare da corrispondende al fronte durante la prima guerra mondiale.

## Biografia
Dorothy Lawrence nacque forse il 4 ottobre 1896 a Hendon, nel Middlesex, probabilmente figlia illegittima. Durante la sua infanzia e adolescenza visse con Mrs. Josephine Fitzgerald, che presumibilmente le fornì un'educazione di base. Nonostante le limitazioni imposte alle donne in quell'epoca, mostrò presto un forte interesse per la scrittura e il giornalismo. Questo era un campo dominato dagli uomini e le opportunità per le donne erano scarse. Tuttavia, Lawrence era determinata e ambiziosa, desiderosa di raccontare storie e di fare la differenza attraverso il suo lavoro.
Sebbene non avesse mai avuto l'opportunità di frequentare l'università, riuscì a pubblicare alcuni articoli sul Times. Con lo scoppio della prima guerra mondiale nel 1914, divenne corrispondente di guerra: secondo gli editori, pubblicare gli scritti di una giovane donna inesperta non era la stessa cosa che mandarla al fronte, dove avrebbe rischiato la vita per soddisfare le aspettative dei lettori. Decise quindi di collaborare con il VAD (Voluntary AID Detachment), organizzazione di volontariato civile composta principalmente da donne, che forniva assistenza medica al personale militare. Ma la sua richiesta venne rifiutata.
Nel 1915 si trasferì in Francia a suo rischio e pericolo. Per sua sfortuna, però, quando era molto vicina al fronte, nella città di Senils, fu fermata dalla polizia francese e "invitata" a tornare in Inghilterra. Dorothy, tuttavia, ignorò gli avvertimenti della polizia francese e si diresse verso Parigi, dove entrò in contatto con un gruppo di soldati britannici a cui raccontò le sue intenzioni. I giovani vollero aiutarla e le fecero indossare abiti maschili per sembrare per un uomo poter passare il fronte senza ostacoli. Per somigliare di più ad un soldato maschio, appiattì il suo ventre con un corsetto fatto in casa, usò del cotone per allargare le spalle, del disinfettante per scurire il tono del viso e si tagliò i capelli. Poi chiese ai suoi amici soldati di insegnarle come marciare. Ottenne falsi documenti d'identità che riportavano il nome Denis Smith appartenente al 1st Bn, Leicestershire Regiment e si diresse verso le linee del fronte. Da quel momento Dorothy Lawrence divenne il soldato Denis Smith del 1º Battaglione del Leicestershire Regiment.
Portata al quartier generale del British Expeditionary Force e interrogata come una spia da un colonnello, fu dichiarata prigioniera di guerra. Da lì fu trasportata attraverso il paese a cavallo fino al quartier generale della Terza Armata a Calais, dove fu interrogata da sei generali e altri ufficiali. L'esercito era imbarazzato dal fatto che una donna avesse violato la sicurezza e temeva che altre donne assumessero ruoli maschili durante la guerra se la sua storia fosse trapelata. Temendo che potesse divulgare informazioni sensibili, un giudice ordinò che rimanesse in Francia fino dopo la Battaglia di Loos. Tenuta nel Convento de Bon Pasteur, le fu anche fatto giurare di non scrivere sulle sue esperienze e firmò un'assicurazione a tal riguardo per evitare di finire in prigione. Una volta a Londra, cercò di scrivere delle sue esperienze per The Wide World Magazine, ma dovette abbandonare il suo primo libro su istruzioni del War Office, che invocò la Defence of the Realm Act del 1914 per farla tacere. In seguito commentò: “Facendo quella promessa ho sacrificato la possibilità di guadagnare con articoli scritti su questa avventura, come una ragazza costretta a guadagnarsi da vivere".
Gli Archivi Nazionali hanno due schede di indice di medaglie per Lawrence che confermano la sua partecipazione alla guerra: una che mostra il suo grado di Sapper con i Royal Engineers e un'altra che la mostra come lavoratrice nel Queen Mary's Army Auxiliary Corps.
Morì di trombosi cerebrale all'età di 76 anni il 29 agosto 1964 al Friern Hospital. È sepolta in una tomba pubblica nel cimitero di New Southgate.

## La riscoperta pubblica
Nel 2003, Richard Bennett, il nipote di Richard Samson Bennett, uno dei soldati che avevano aiutato Lawrence in Francia, ha trovato la sua autobiografia mentre faceva ricerche sulla sua storia familiare al Royal Engineers Museum (REM) di Chatham, nel Kent. 
Lo storico dell'East Sussex Raphael Stipic ha trovato una lettera scritta durante la prima guerra mondiale da Sir Walter Kirke, capo dei servizi segreti della British Expeditionary Force. La lettera menzionava una donna che indossava abiti da uomo nella speranza di diventare una corrispondente di guerra, indicando chiaramente Lawrence.
Lo storico freelance Simon Jones ha poi trovato una copia del libro di Lawrence al REM e iniziò a raccogliere note per scrivere una biografia. Jones in seguito ha scoperto che le accuse di stupro di Lawrence erano incluse nelle sue cartelle cliniche, conservate negli archivi metropolitani di Londra del Saint Bernard's Hospital, ma non disponibili per l'accesso generale

## Nella cultura di massa
Diverse opere teatrali e film sono stati prodotti sulla base della storia di Lawrence:
- The Disappearance of Dorothy Lawrence (2015), commedia scritta da Julie McNamara e diretta daPaulette Randall.
- Blue Pen (2016), film di McNamara basato sulle storie di Lawrence e di altre donne giornaliste le cui voci sono state messe a tacere attraverso la censura, il confinamento nelle istituzioni e gli abusi.
- Over the Top: il racconto true-life di Dorothy Lawrence (2016), commedia scritta e diretta da Lizzie Crarer, una produzione della compagnia teatrale The Heroine Project Presents, che offre storie di donne che sono state trascurate nella storia.
- Dopo che un fiduciario della Historical Association (HA) ha visto una performance di Over the Top, l'HA ha incaricato la compagnia teatrale di creare tre cortometraggi su Lawrence da utilizzare nelle discussioni in classe sulla prima guerra mondiale. I film sono stati pubblicati sul sito web di HA nel maggio 2017.